# Хайнрих V фон Плауен-Ройс
Хайнрих V фон Плауен-Ройс „Млади“ (на немски: Heinrich V., „der Jüngere“ Reuß von Plauen; * ок. 1337 в Плауен; † между 13 януари и 10 май 1398) от „младата линия“ на фамилията на Фогтите на Ройс-Плауен в Курфюрство Саксония е господар на замък Ронебург при Ронебург в Тюрингия (1370 – 1398), господар на Шмьолн, пфанд-господар на Райхенфелс (в окръг Грайц).
Той е третият син на фогт Хайнрих II фон Ройс-Плауен († 1350) и втората му съпруга принцеса Саломея фон от Силезия-Глогау († 1359). Майка му е внучка на римско-немски крал Албрехт I.
Брат е на Хайнрих III Ройс фон Плауен „Стари“ († 1368), фогт на Грайц (1350 – 1368), и Хайнрих IV фон Плауен-Ройс „Средния“ († 1370), господар на Ронебург. Хайнрих V последва през 1370 г. брат си Хайнрих IV в Ронебург.
Ронебург става през 1209 г. собаственост на фогтите фон Вайда, от 1244 г. е към Плауен и през 1304 г. получава права на град. През 1327 г. Хайнрих фон Ройс сключва договор, съюз с други фогти срещу Ветините. След това избухва войната на фогтите (1354 – 1357) и Ронебург отива на Ветините. Фогтите на Плауен загубват почти цялата си собственост и от средата на 14 век те се наричат само „господари“.

## Фамилия
Хайнрих V се жени пр. 20 декември 1387 г. за Доротея фон Гера (* ок. 1337 в Гера; † пр. 12 февруари 1410; погребана в Кроншвитц), вдовица на граф Хайнрих фон Труендинген († 1380), дъщеря на Хайнрих V фон Гера († 8 декември 1377) и графиня Мехтилд фон Кефернбург († 1376), дъщеря на граф Гюнтер IX фон Кефернбург-Люхов († 1332/1333) и Матилда фон Регенщайн († 1334). Бракът е бездетен.